# 16-та окрема бригада спеціального призначення (РФ)
16-та окрема бригада спеціального призначення (16 ОБрСпП, в/ч 54607) — військове формування Російської Федерації, підпорядковане Головному розвідувальному управлінню Генерального Штабу Російської Федерації.
Військовослужбовці бригади брали участь у боях на Донбасі.

## Історія
Після розпаду СРСР у 1992 році   16-та окрема бригада спеціального призначення Радянської армії перейшла до складу Збройних сил Російської Федерації.

### Перша чеченська війна
На базі 16-ї бригади було створено зведений загін для ведення бойових дій у Чечні. Основою створення загону послужив 370-й загін спеціального призначення. 13-15 січня 1995 року загін у складі 250 осіб здійснив марш за маршрутом Моздок-Беслан-Самашки-Грозний.
Перші втрати загін зазнав 23 січня в районі Чорноріченського мосту через Сунжу — загинули двое бійців. А наступного дня у будівлі, де дислокувалися спецназівці, стався вибух, внаслідок якого загинуло понад 40 людей.
У зв'язку з цим інцидентом щороку 24 січня у 16-й окремій бригаді спеціального призначення відзначається як День Пам'яті. 2 травня 1995 року загін був виведений з території Чечні і був повернутий до пункту постійної дислокації. За час бойових дій 370-й загін втратив убитими 48 вояків за іншими даними — 50.

### Російско-грузинська війна
У серпні 2008 року підрозділи 16-ї бригади брали участь у захопленні та знищенні баз постачання грузинських військ на території Абхазії.

### Російсько-українська війна
21 травня 2015 року журналіст Руслан Левієв опублікував детальне розслідування, у якому встановив імена і подробиці загибелі на Донбасі 5 травня 2015 року трьох військовослужбовців бригади — Антона Савельєва, Тимура Мамаюсупова та Івана Кардаполова. Згідно з матеріалами розслідування, кадрові контрактники загинули на окупованій території Луганської області.
Бригада брала участь у повномасштабному нападі Росії на Україну. На початок вересня 2022 року загинув заступник командира бригади у званні підполковника, начальник штабу у званні майора, а також командир роти у званні капітана.

## Склад
Станом щонайменше на 2009 чисельність особового складу — 1800 чол., структура:
- штаб (в/ч 54607)
- 273-й окремий загін спеціального призначення
- 370-й окремий загін спеціального призначення
- 379-й окремий загін спеціального призначення
- 664-й окремий загін спеціального призначення
- 669-й загін спеціального призначення
- 1-й батальйон
- 2-й батальйон
- 3-й батальйон (370-й окремий загін спеціального призначення)
- 4-й батальйон
- 5-й батальйон

## Командування
- (1962—1967) — полковник Шипка Олександр Васильович
- (1967—1971) — полковник Фадєєв Г. Я.
- (1971—1973) — полковник Чупраков Е. Ф.
- (1973—1980) — полковник Тарасов Семен Михайлович
- (1980—1985) — полковник Овчаров А. А.
- (1985—1989) — полковник Неделько А. А.
- (1989—1991) — полковник Дементьєв А. М.
- (1993) — полковник Корунов В. Л.
- (1992—1993) — полковник Тішин Евгений Васильович
- (1993—1997) — підполковник Фомін Олександр Г.
- (2003—2007) — полковник Логінов Вадим Ернестович
- (листопад 2008) — підполковник Марзак О. Н., ймовірно тимчасовий виконувач обов'язків
- (жовтень 2008 — ?) — полковник Слободян Андрій Анатолійович
- (жовтень 2010 — 2016) — полковник Бушуєв Костянтин Семенович[9]

## Втрати
Відомі втрати бригади: